# صائد اليرقات
صائد اليرقات رواية للروائي السوداني أمير تاج السر. صدرت الرواية لأوّل مرة عام 2010 عن دار ثقافة للنشر والتوزيع، بالاشتراك مع منشورات الاختلاف في الجزائر العاصمة. ودخلت في القائمة النهائية «القصيرة» للجائزة العالمية للرواية العربية لعام 2009، المعروفة باسم «جائزة بوكر العربية».

## حول الرواية
يروي الكاتب السوداني «أمير تاج السر» في هذه الرواية حكاية عميل مخابرات سابق بسبب حادث يصيبه، يُحال على التقاعد، فيقرر حينذاك كتابة رواية عمّا مرّ به وما عاش من تجارب. ومذ ذاك يبدأ بالتردد على مقهى يرتاده المثقفون، ليجد نفسه بعدها قد أصبح مشتبه به وموضع ملاحقة ومراقبة من جانب السلطات الأمنية.